# Восход (мотоцикл)

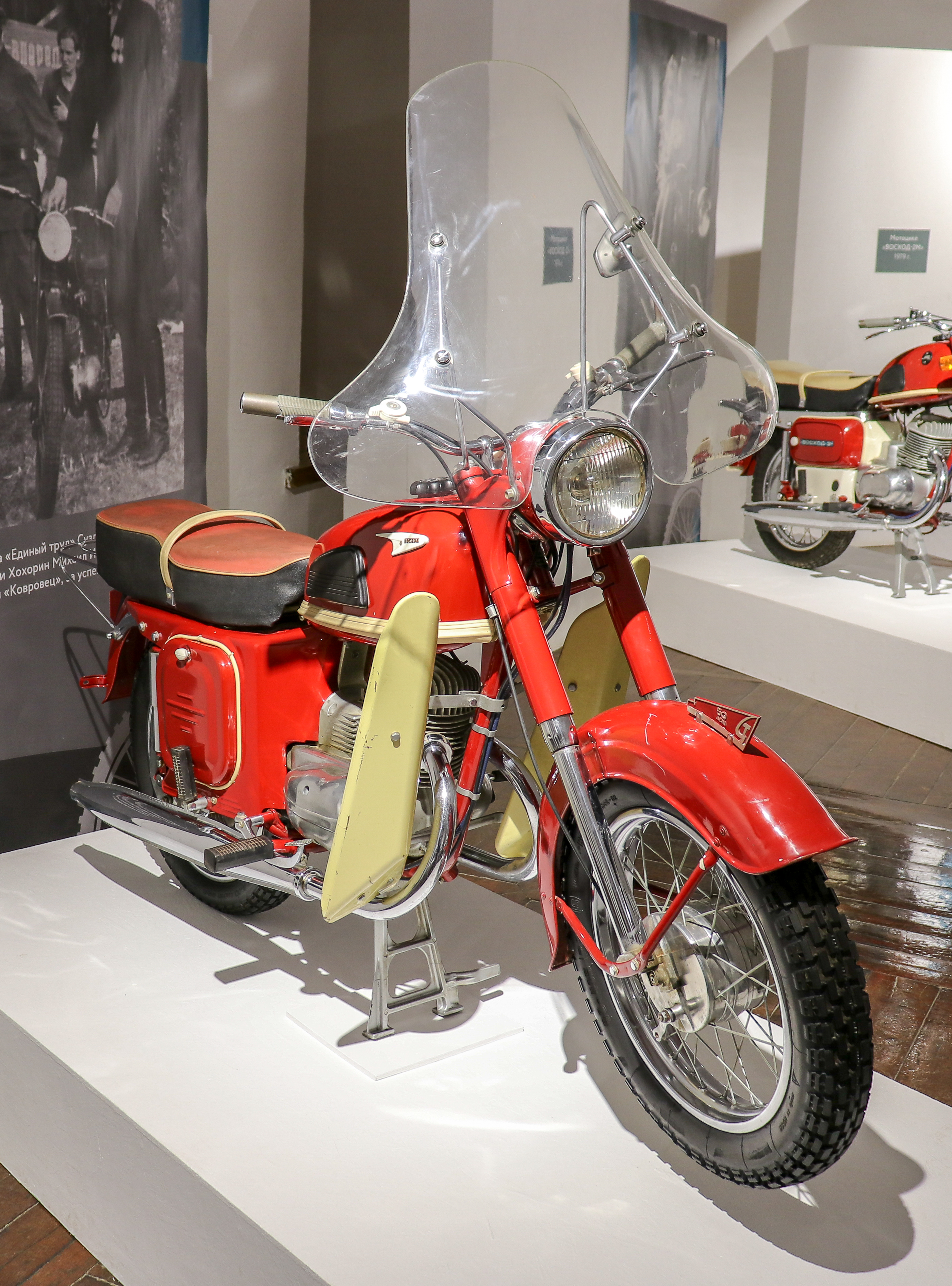
Мотоцикл «Восход», 1967

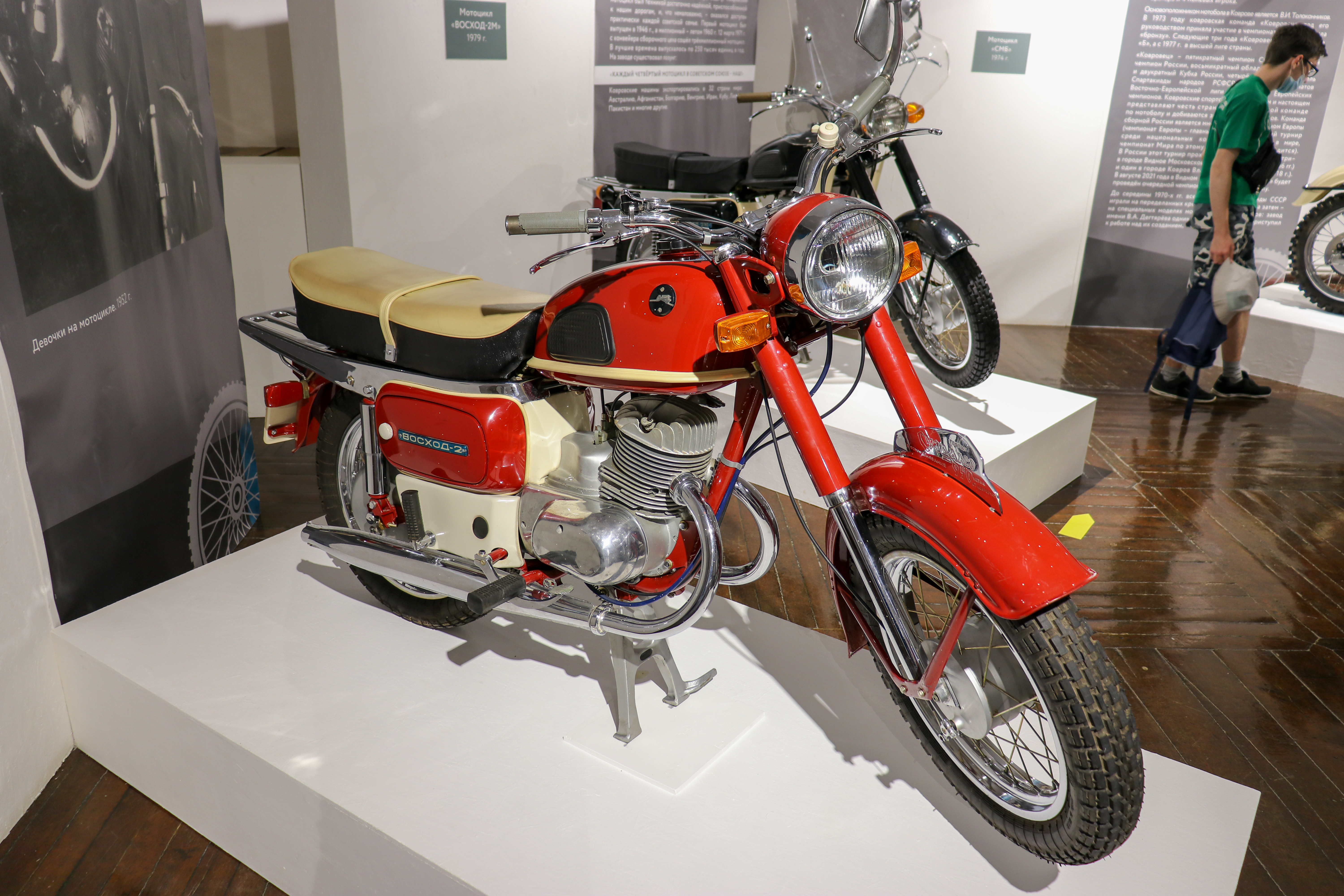
Мотоцикл «Восход-2», 1974

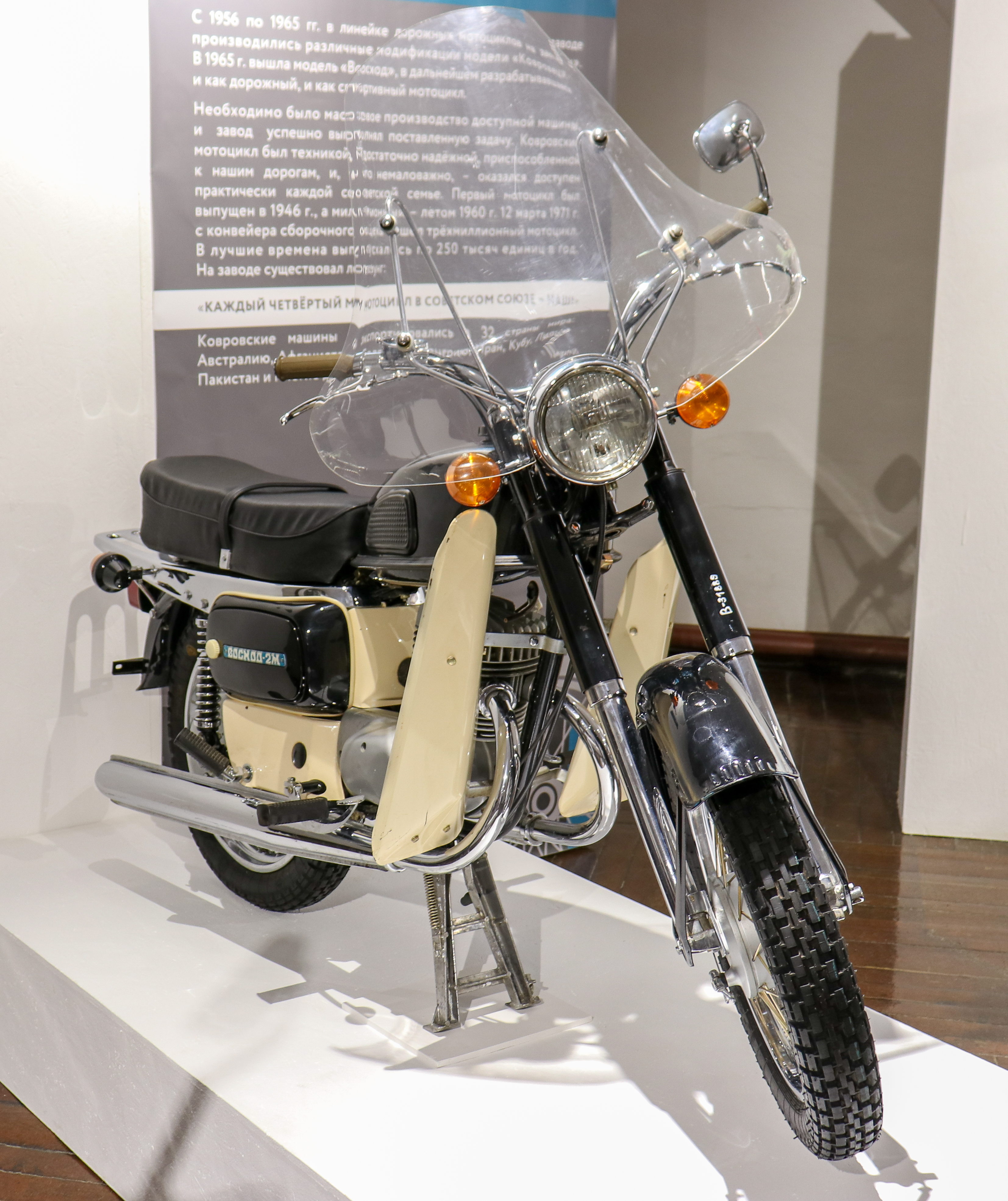
Мотоцикл «Восход-2М», 1978

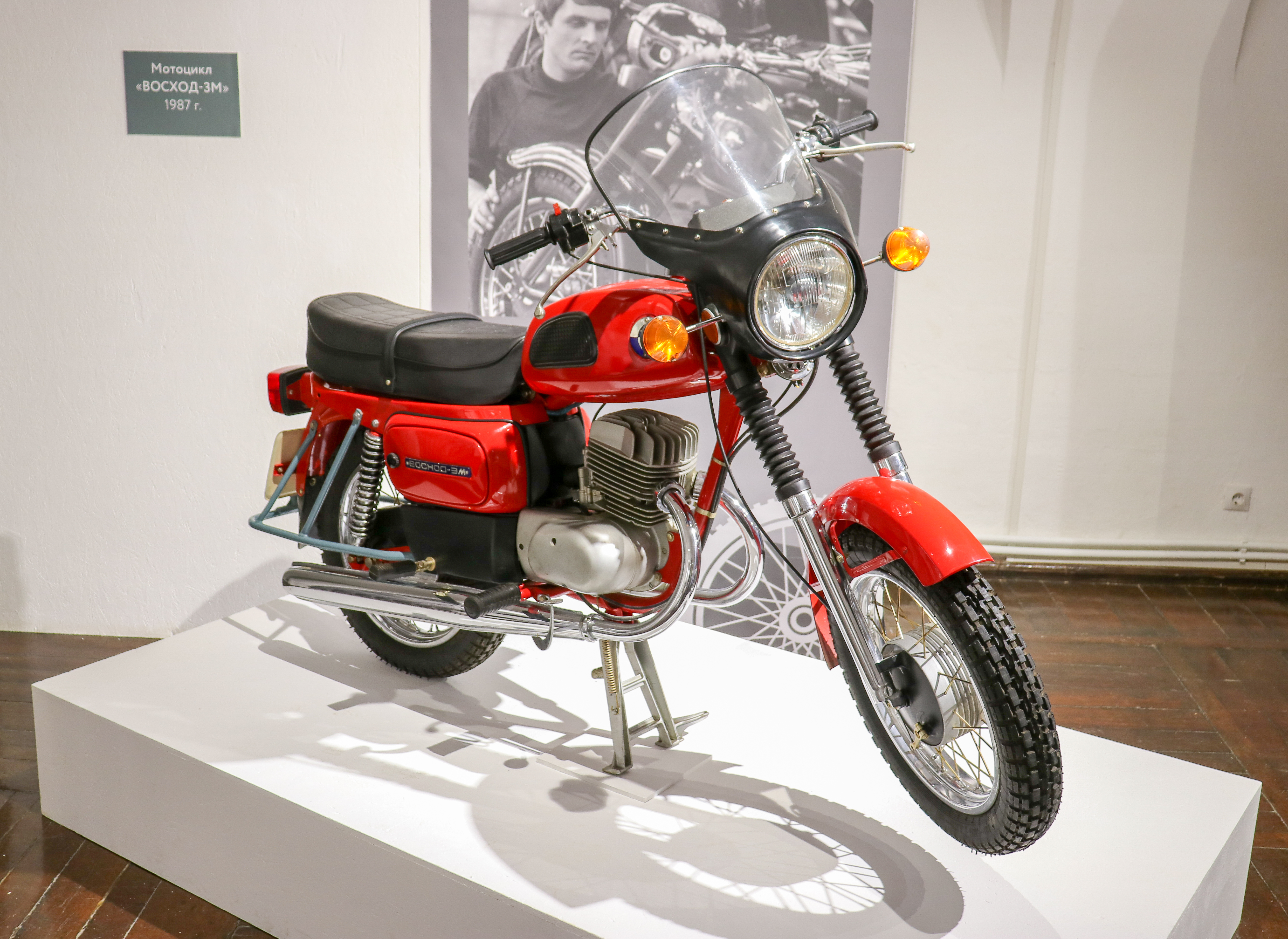
Мотоцикл «Восход-3М», 1987

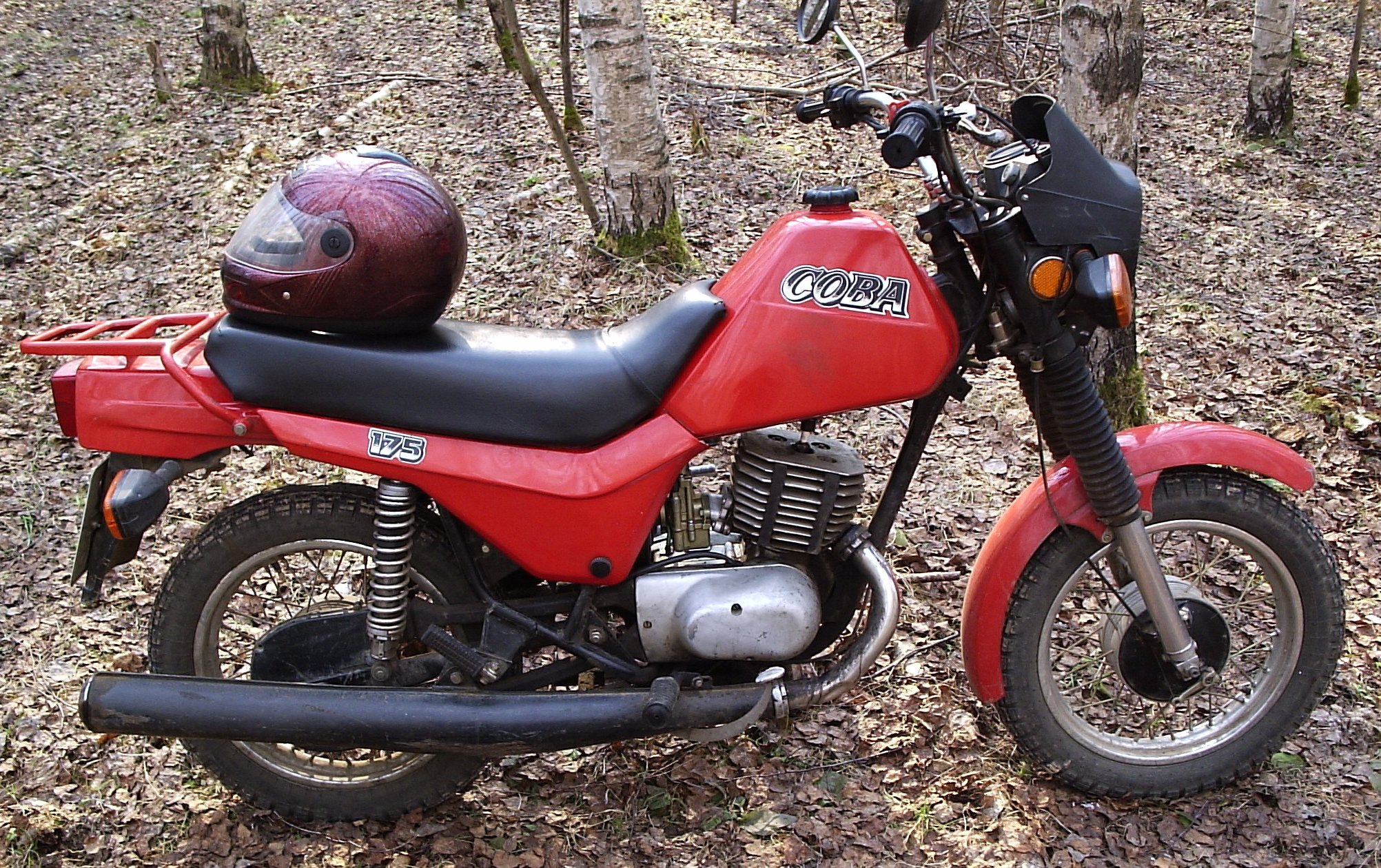
Мотоцикл «Сова» — последняя модель в линейке

«Восхо́д» — марка советских дорожных мотоциклов, производства Завода имени Дегтярёва (ЗиД). Является дальнейшим развитием серии «К-175» («Ковровец») выпускавшейся с 1957 по 1965 год. Мотоциклы получили название в честь одноименного космического корабля.
Мотоциклы «Восход» модели до 3М включительно имели одноцилиндровый двухтактный двигатель воздушного охлаждения рабочим объёмом 175 см3 (диаметр цилиндра 61,72 мм, ход поршня 58 мм). Модель «Восход-3М-01» и последовавшие за ней получили новый двигатель с увеличенным диаметром поршня до 62 мм, с впускным лепестковым клапаном и одной выхлопной трубой.

## Выпущенные модели

### «Восход»
«Восход» (1965—1971 гг.) имел одноцилиндровый двухтактный двигатель, двухканальную петлевую продувку по патенту Шнюрле, четырёхступенчатую коробку передач. В отличие от предшественника (мотоцикл К-175В), мощность двигателя повышена до 10 л. с. (при 5200—5400 об./мин.), крутящий момент до 14 Н·м (при 5100 об./мин.), контактное зажигание, генератор Г-411, изменена форма бензобака, появился багажник и наколенные щитки. Максимальная скорость — 95 км/ч, сухая масса — 110 кг.

### «Восход-2»
«Восход-2» (1972—1977 гг.) от своего предшественника отличался техническими решениями, направленными на повышение эксплуатационных качеств, надёжности и внешнего вида. В 1976 году был модернизирован. Внешне отличался от предшественника круглыми фонарями указателей поворота (раньше они были прямоугольными), задним фонарём, глушителями новой формы. Применены новые приборы световой сигнализации, электронная бесконтактная система зажигания с генератором Г-427, новый глушитель. В коробке передач повышена прочность зубьев, в сцеплении применены более совершенные ведущие диски, что увеличило коэффициент запаса сцепления до 1,47. Мощность двигателя составила 10,5 л. с. (при 5400 об./мин.), крутящий момент 15 Н·м (при 5200 об./мин.). Максимальная скорость — 95 км/ч, сухая масса — 125 кг.

### «Восход-2М»
«Восход-2М» (1976—1979 гг.) имел новый двигатель повышенной до 14 л. с. при 5500—5800 об./мин. мощности (сохранив прежний рабочий объём 173,7 см3) и максимальный крутящий момент до 1,6 кгс·м (16 Н·м) при 5600 об./мин. за счёт изменения конфигурации каналов в картере и цилиндре и новой головки цилиндра (степень сжатия увеличена до 9,2, новый карбюратор К-62В, упразднен декомпрессор, центральное расположение свечи зажигания в камере сгорания). Установлено новое электронное зажигание с генератором Г-427 и коммутатором КЭТ-1. Новый двигатель рассчитывался на высокооктановый бензин АИ-93, но мог работать и на А-76. Изменена передняя вилка — увеличен диаметр труб и усовершенствованы амортизаторы, ход вилки увеличился на 20 мм и составил 160 мм. Максимальная скорость — 105 км/ч, сухая масса — 121 кг.

### «Восход-3»
«Восход-3» (1979—1983 гг.) от своего предшественника отличался другим бензобаком (вмещает на 2 литра топлива больше), задними амортизаторами с регулировкой и увеличенной энергоёмкостью (расположенные под углом 12° к вертикали, обеспечивают колесу ход 105 мм), пружины задних амортизаторов стали открытыми. Применены модернизированные тормоза (увеличен со 125 до 160 мм диаметр тормозных барабанов) с индикаторами износа тормозных колодок, колёса с более прочными спицами, внедрён демпфер ведомой звёздочки задней передачи, улучшено седло, применена катушечная ручка «газа». Максимальная скорость — 105 км/ч (время разгона до 100 км/ч — 24 секунды), сухая масса — 125 кг (масса в снаряженном состоянии — 130 кг).

### «Восход-3М»
«Восход-3М» (1983—1993 гг.) представлял собой существенную модернизацию предыдущей модели. Получил такие нововведения, как увеличенная рубашка охлаждения, внешняя приборная панель вместо спидометра и контрольных ламп, смонтированных внутри корпуса фары, получил новый бак, сохранив прежний объём. С 1988 года плита под сиденьем была заменена на укороченную и покрашенную в цвет мотоцикла, а алюминиевая приборная панель была заменена на пластиковую. Некоторые моторы комплектовались карбюраторами чехословацкого производства. Установлено 12-вольтовое электрооборудование, фара ФГ-137Б с рассеивателем типа «европейский луч», новый задний фонарь с боковыми отражателями. Над фарой установлен блок контрольных приборов в пластиковом исполнении: замок зажигания, спидометр, контрольные лампы указателей поворотов и дальнего света. Кроме того был установлен противоугонный замок. Передние амортизаторы получили резиновые гофрированные чехлы. Был установлен индикатор износа тормозных накладок обоих колёс. Мотоцикл получил новый профилированный щиток переднего колеса, рычаг кикстартера с откидной педалью взамен цельной, откидные подножки водителя, два зеркала заднего вида. Заводская гарантия на модель составляла 20 месяцев.
Максимальная скорость — 105 км/ч, сухая масса — 122 кг. На базе этой модели было организовано производство трицикла «Восход-3М Кроха», кузов имел грузоподъёмность 200 кг. Скорость 80 км/ч, задний редуктор позаимствован от мотороллера «Муравей».

### «Восход-3М Люкс»
«Восход-3М Люкс» отличался более качественным лакокрасочным и гальваническим покрытием. Вместо резиновых чехлов, на корпуса сальников передней вилки надевались резиновые пыльники, а неподвижная труба покрывалась хромом. Планировалась установка подвижных труб вилки из алюминиевого сплава, а также планировалось устанавливать колёса из алюминиевого сплава, оборудование для этих деталей специально было заказано в г. Киеве. Были произведены дорожные испытания мотоциклов с колёсами целиком из алюминиевого сплава и колёсами более сложной конструкции, состоящими из металлического обода соединённого винтами через полиуретановые проставки со «звездообразной» алюминиевой ступицей. Но качество литья деталей было низкое и от лёгкосплавных колёс решено было отказаться. На шильдике вслед за надписью «ВОСХОД-3М», располагалась буква «Л». Использовались наклейки на лавсановой основе. На мотоцикле устанавливались дуги безопасности, комбинированный обтекатель и проволочный багажник. Сидение имело более удобную форму за счёт использования нового латексного наполнителя и нового чехла. Среднее и нижние закрытия облицовки устанавливались металлические. С левой стороны мотоцикла имелась ручка в виде скобы, за которую удобно было устанавливать мотоцикл на центральную подставку. Мотоцикл оборудовался только центральной подставкой. Выпускался малой серией в 1984—1986 годах, количество собранных мотоциклов неизвестно. Двигатель — 173,7 см³, мощность — 14,0 л. с. (при 5600 об./мин.), четыре передачи; вес — 125 кг; объём бензобака — 14 л; колёса — 3,25-16″ / 3,25-16″; макс. скорость — 105 км/ч.

### «Восход-3М-Турист»
«Восход-3М-Турист» (1983—1990 гг.) получил новый руль спортивного типа с перемычкой, дуги безопасности, два зеркала заднего вида, туристическое оборудование (задний багажник с боковыми секциями, боковые сумки из искусственной кожи, сумка-планшет на топливном баке). На мотоцикле новые надписи на баке и крышках инструментальных ящиков, наклейки выполнены из лавсановой плёнки. Максимальная скорость — 105 км/ч, сухая масса — 125 кг.

### «Восход-3М-Охотник»
«Восход-3М-Охотник» (1984—1989 гг.) представлял собой модификацию «Восхода 3М», покрашенную в армейский тёмно-зелёный цвет, имевшую установленный багажник с фаркопом под прицеп производства ЗиД моделей «Енот» и «Енот-М». Были установлены новые глушители, поднимавшиеся вверх ближе к задней части, и новые покрышки, более пригодные для передвижения по грунту. Поставлялся как с «Енотом», так и без него. Максимальная скорость — 85 км/ч (с прицепом), сухая масса — 130 кг.

### «Восход-3М-01»

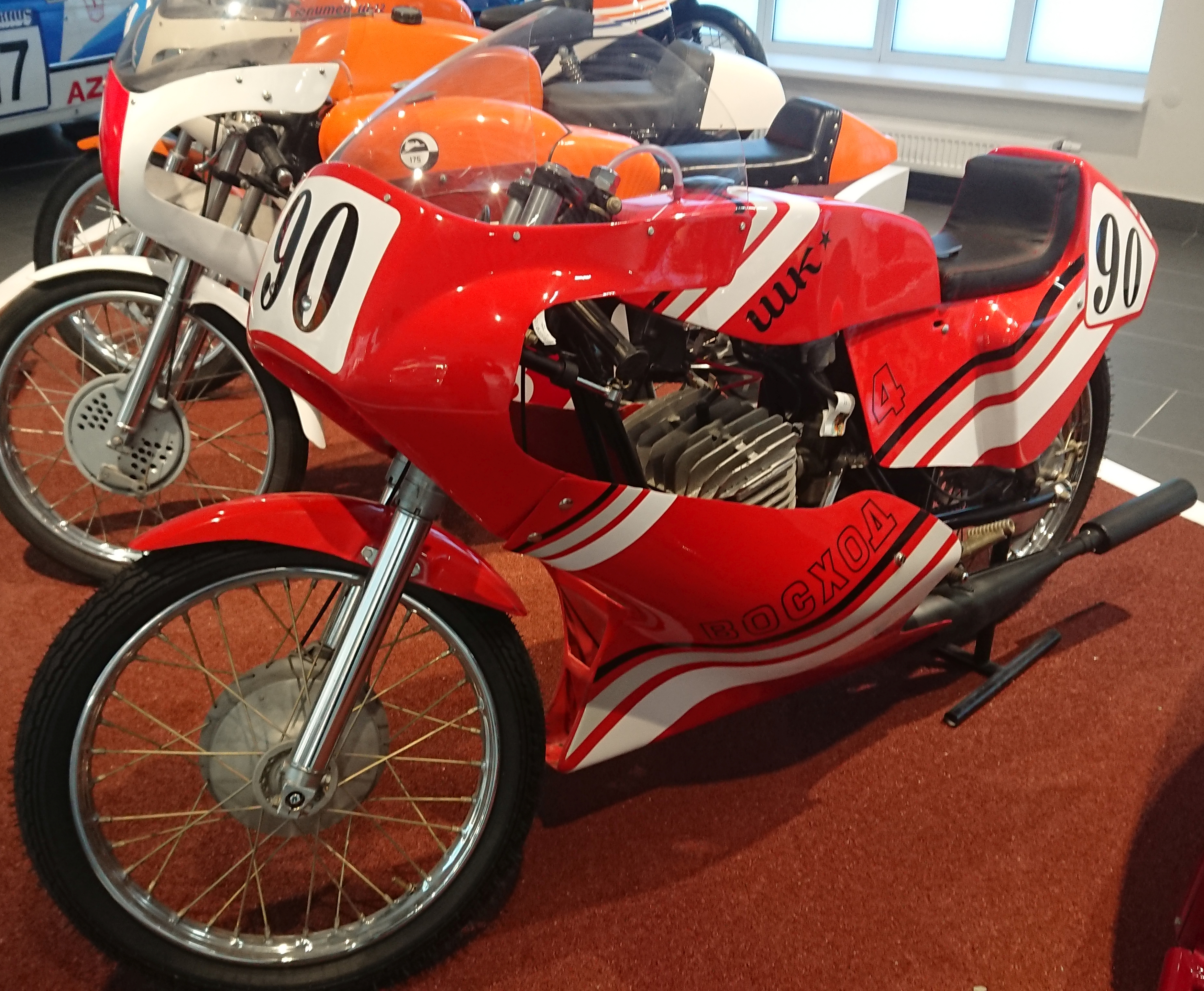
Мотоцикл для шоссейно-кольцевых гонок «Восход-ШК4»

«Восход-3М-01» (1993—2002 гг.). На старую ходовую часть был установлен новый двигатель с лепестковым клапаном. Модернизированный двигатель отличался цилиндром с пятиканальной продувкой и одним выпускным окном (у модели «Восход-3М» каналов два). Диаметр цилиндра был увеличен с 62 мм до 66 мм, юбка у поршня также увеличена. Картер двигателя стал иметь низкую горловину, перепускные каналы перенесены в тело цилиндра. Моторная передача усилена, её цепь стала шире. Лепестковый клапан на впуске уменьшил расход топлива до 4,2 л/100 км, а также снизил токсичность отработавших газов. Мощность выросла до 15 л. с. при 6000 об./мин., максимальный крутящий момент до 17 Н·м при 5500 об./мин. У двигателя один глушитель. Руль мотоцикла стал шире, получил перемычку. Цепь была удлинена на 10 звеньев.
После серии «Восход» завод имени Дегтярёва продолжил выпуск новых моделей, которые получили названия «Сова» и «Курьер».

### «Зид-Пилот 50»
(1995—2005 гг.) Мокик «Зид Пилот 50» (СДК 2.103).
Мокик имеет стальную раму из труб круглого сечения и спицевые колеса со стальным ободом. Передняя подвеска — телескопическая, задняя маятниковая с одним пружинно-гидравлическим амортизатором. Двигатель одноцилиндровый, двухтактный 49,9 см³., кривошипно-камерной пятиканальной продувкой и пластинчатым клапаном на впуске. воздушного охлаждение. 3х скоростная коробка передач. Мощность двигателя квт 2,6, 3,5 л. с., электронное зажигание, генератор 14V 60W, Максимальная скорость — 50 км/ч, сухая масса — 81 кг.

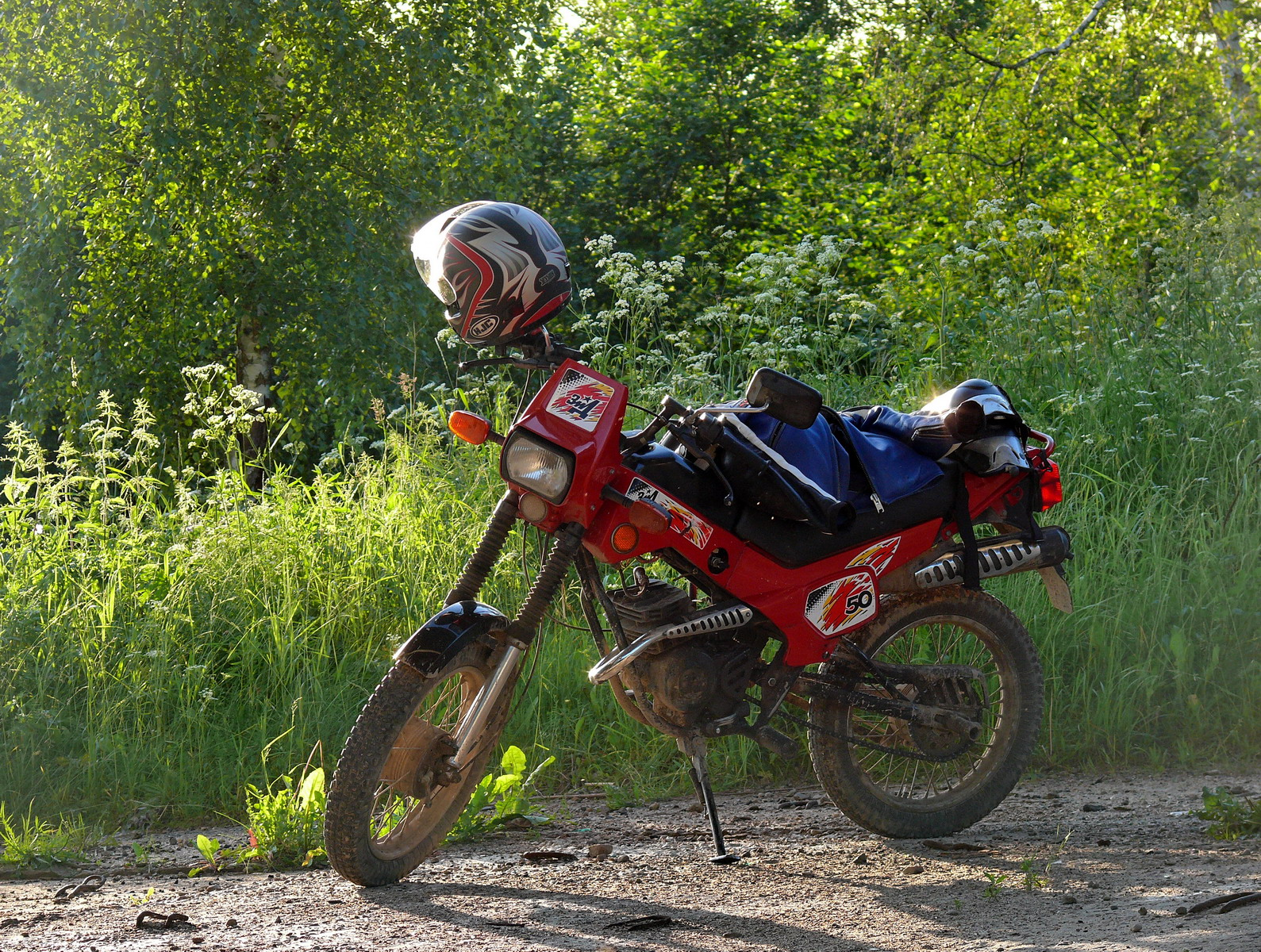

Так же мокик отличала удобная посадка, наличие значительного объёма под седлом для инструмента.
Совершенна была и светотехника — мощный генератор питал фару, света которой хватало во всех условиях эксплуатации. Весьма информативной была и приборная панель, с контрольными лампами указателя поворотов, и дальнего света фары, также был установлен спидометр со шкалой суточного пробега. На серийных моделях АКБ не применялась, но была выпущена ограниченная партия для Европы с аккумулятором. Мокик выпускался в двух вариантах; с верхним пластмассовым грязевым щитком, и нижним — металлическим.
На базе «Пилота» редакцией журнала «Мото» были изготовлены два мотоцикла схемы 2WD, участвовавшие в 2003-м в заезде на Эльбрус (один мотоцикл «Баксан» заехал на Восточную вершину.
Сошло с конвейера 21.812 шт.
Самое большое количество мокиков 5.122 шт. было выпущено в 1997 году.
История создания двигателя.
В 1994 году, в отделе конструкторского бюро (ОКБ-2) был спроектирован современный двигатель с объёмом двигателя 50 куб/см.
За образец был взят, а точнее скопирован с небольшими изменениями (размерность, механизм переключения и др.) двигатель испанского мокика Derbi Senda.
Двигатель был адаптирован под действующий ГОСТ чтобы соответствовать стандарту для мопедов. В оригинальном двигателе Derbi Senda устанавливалось водяное охлаждение, 5 и 6 скоростная коробка, электро-стартер.
Этот двигатель Пилота предназначался для мокиков «Пилот», «Актив» и минироллера «Аркан», которые выпускались серийно. Также он устанавливался в модификации для спорта, мотовездеходы «Робинзон», карт «Снайпер», 3-колёсный грузовой мокик и некоторые перспективные модели. Так же заводскими конструкторами проектировались, а затем выпускались мелкосерийно двигатели с 5-и ступенчатой коробкой передач, датчиком нейтрали, раздельной смазкой, электрическим стартером и рабочим объёмом 80 куб/см., а для минироллера, с принудительным охлаждением двигателя.
Выпуск двигателей 50 куб/см. осуществлялся на КМЗ до 2004 года. С 2005 года ЗиД прекратил их установку двигателей в свою продукцию, заменив более дешёвыми изделиями из Китая. Всего на КМЗ было выпущено около 27 000 двигателей «ЗиД-50».

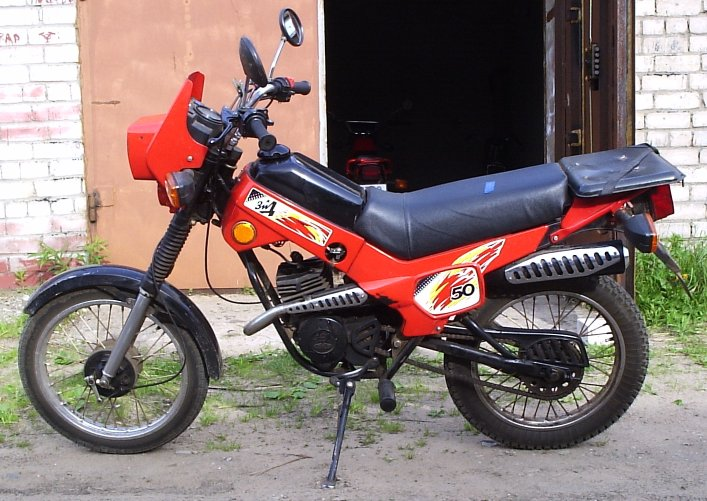

В 1995 г. Пилот пришел на смену устаревших мопедов Дельта (Рижского завода), Карпаты (Львовского завода).
Интерес к себе мопед представляет своей внешностью в первую очередь. Спортивная, кроссовая задиристость, высоко поднятая задняя подвеска и т. д. Мопед (вообще правильнее говорить мокик, так как он обладал кик-стартером, да простит меня читатель) этот был первым сошедшим с конвейера Ковровского ЗИД в 1995 году, на котором ранее делали Восходы, Совы и т. д.
В целом мотоцикл был полностью оригинальной конструкции. Двигатель этот был довольно удачный. Его применяли на другой серийно выпускавшейся мототехнике в Коврове и даже была 80-кубовая версия с 5-ступенчатой коробкой передач.
Мопед ЗиД Пилот 50 разыгрывался в журнале МОТО в начале 2000х годов. В каждом журнале был купон, который надо было вырезать и отправить по почте.
К сожалению на территории СНГ мопед не продавался из за неразвитой сети продаж на тот момент.